# San Jose, Kalifornija
San Jose je tretje največje mesto v Kaliforniji in deseto največje v ZDA. Je sedež Okrožja Santa Clara in leži v Silicijevi dolini v južnem koncu Zaliva San Francisca. Mesto se je iz skromnega kmetijskega središča v šestdesetih in devetdesetih letih 20. stoletja razvilo v največji kraj na severu Kalifornije: leta 2007 je v njem prebivalo 973.672 ljudi.